# Marine Corps Air Station Miramar
| Heraldisk sköld och flygfoto från ovan. |  | Heraldisk sköld och flygfoto från ovan. |
| Heraldisk sköld och flygfoto från ovan. |  |                                         |

Marine Corps Air Station Miramar (MCAS Miramar) (IATA: NKX, ICAO: KNKX, FAA LID: NKX) är en militär flygplats tillhörande USA:s marindepartement som ligger 23 kilometer norr om San Diego, San Diego County i Kalifornien.
MCAS Miramar är baseringen för flygförband i USA:s marinkår som ingår i 3rd Marine Aircraft Wing, som är flygkomponenten tillhörande 1st Marine Expeditionary Force. De flygplanstyper som finns baserade på MCAS Miramar är: CH-53E Super Stallion, F/A-18 Hornet, F-35 Lightning II, KC-130 samt V-22 Osprey.

## Bakgrund

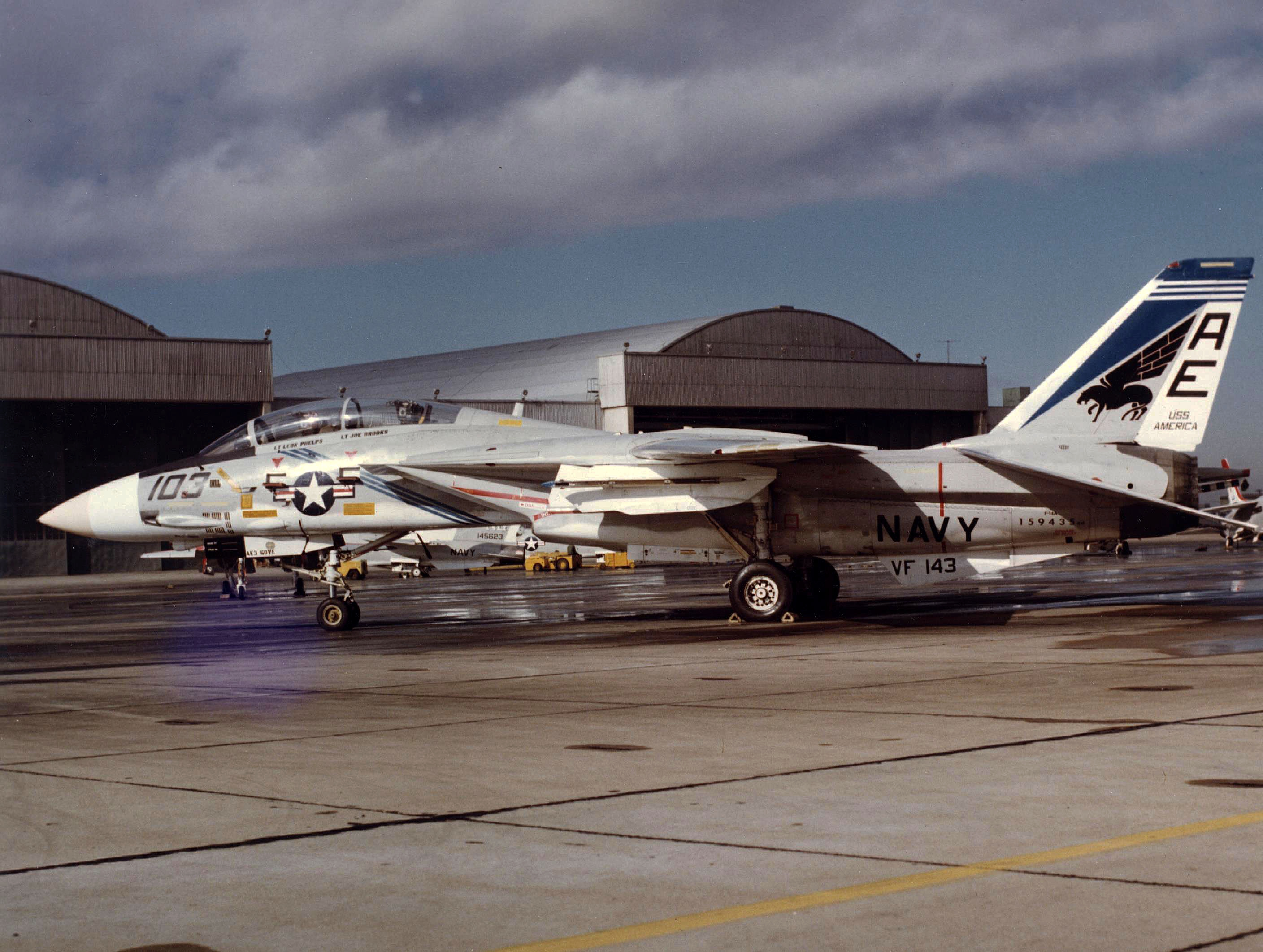
F-14 Tomcat från VF-143 på NAS Miramar, 8 januari 1977.

I oktober 1996 anlände de första marinkårsförbanden och basens namn var Naval Air Station Miramar (NAS Miramar) till 1999. Fram till maj 1996 hade basen inhyst flygförband tillhörande USA:s flotta samt Navy Fighter Weapons School (NFWS) som var känt som TOPGUN.
1993 kom kongressens Base Realignment and Closure Commission (BRAC) med rekommendationen att de närbelägna Marine Corps Air Station El Toro och Marine Corps Air Station Tustin borde stängas som en del av neddragningarna efter det kalla krigets slut och att marinkårens flygförband borde flytta till NAS Miramar. Under senare delen av 1990-talet flyttade Stillahavsflottans flygförband med F-14 Tomcat (bortsett från de som var stationerade i Japan) över till Atlantflottan på Naval Air Station Oceana i Virginia samt de med E-2 Hawkeye till Naval Air Station Point Mugu nordväst om Los Angeles. Navy Fighter Weapons School flyttade 1996 till Naval Air Station Fallon i Nevada.
Samtliga av flottans flygförband med F/A-18 Hornet och F/A-18 Super Hornet knutna till hangarfartygen med hemmahamn vid Naval Base Coronado baserades därefter vid Naval Air Station Lemoore.

## Populärkultur
Spelfilmen Top Gun från 1986 med Tom Cruise i huvudrollen är både inspelad samt utspelar sig på basen, vars namn då var Naval Air Station Miramar, samt mer informellt Fightertown, U.S.A..